# Ratusz w Piasecznie
Ratusz w Piasecznie – zbudowany w 1824 roku w stylu klasycystycznym. Projektantem był Hilary Szpilowski. Pobyt w mieście posła tureckiego w 1777 roku upamiętniono umieszczając na wieży ratuszowej półksiężyc (przed 1914). Obecnie pełni funkcję Urzędu Stanu Cywilnego.